# Phyllophaga micans
Phyllophaga micans är en skalbaggsart som beskrevs av August Wilhelm Knoch 1801. Phyllophaga micans ingår i släktet Phyllophaga och familjen Melolonthidae. Inga underarter finns listade i Catalogue of Life.